# カクル
カクル（Kakuru）は、白亜紀前期のオーストラリア大陸に生息していた肉食恐竜の一種。 推定全長2メートル程度の小型の恐竜で、化石がオパール化していた事で知られている。

## 特徴
1980年にRalph MolnarとPledgeによって南オーストラリアのAndamookaで発見された。発見されたのは脛骨だけだったが、化石がオパール化していたことで有名になった。長い間個人所有になっていたが、2004年、発見された南オーストラリア州アデレードにある南オーストラリア州立博物館（サウス・オーストラリアン・ミュージアム）によって買い取られた。
脛骨の特徴はインゲニアやアヴィミムスなどのオヴィラプトル類に似ているとされる。

## その他
オーストラリアのチョコエッグ「ヤウイ（Yowies）」の古生物シリーズ「ロストキングダム」でカクルのチョコエッグが売られている。